# Li Qiuping
Li Qiuping (李秋平S, Lǐ QiūpíngP; 31 ottobre 1959) è un ex cestista e allenatore di pallacanestro cinese.

## Carriera
Con la Cina ha disputato i Campionati mondiali del 1982.